# Aeromekanik
Aeromekanik (av grekiska aer, luft, och mechane, medel, verktyg) är läran om gasformiga kroppars jämvikt och rörelse. Aeromekaniken utgör en del av mekaniken, specifik av fluidmekaniken, och består av två huvudsakliga delområden: aerostatik och aerodynamik.